# Campeonato Mundial de Gimnasia Artística de 1981
El XXI Campeonato Mundial de Gimnasia Artística se celebró en Moscú (Unión Soviética) entre el 19 y el 23 de noviembre de 1981 bajo la organización de la Federación Internacional de Gimnasia (FIG) y la Federación Soviética de Gimnasia.

## Resultados

### Masculino
| Evento                 | Oro | Plata                                                                                                | Bronce                                                                      |
| ---------------------- | --- | --- | --------------------------------------------------------------------------- |
| Concurso completo ind. | Yuri Korolev Unión Soviética 118,375 pts.                                                                       | Bogdan Makuts Unión Soviética 118,350 pts.                                                           | Koji Gushiken Japón 117,975 pts.                                            |
| Suelo                  | Yuri Korolev Unión Soviética / Yuejiu Li China 19,775                                                           | | Koji Gushiken Japón 19,650                                                  |
| Caballo con arcos      | Michael Nikolai República Democrática Alemana / Xiaoping Li China 19,900                                        | | György Guczoghy · Hungría / · Yuri Korolev · Unión Soviética · 19,875       |
| Anillas                | Alexandre Ditiatin Unión Soviética 19,825                                                                       | Yubin Huang China 19,700                                                                             | Bogdan Makuts Unión Soviética 19,650                                        |
| Salto de potro         | Ralf-Peter Hemann República Democrática Alemana 19,900                                                          | Artur Akopian Unión Soviética 19,850                                                                 | Bogdan Makuts Unión Soviética 19,800                                        |
| Paralelas              | Koji Gushiken Japón / Alexandre Ditiantin Unión Soviética 19,825                                                | | Nobuyuki Kajitani Japón 19,800                                              |
| Barra fija             | Alexandre Tkachev Unión Soviética 19,900                                                                        | Artur Akopian Unión Soviética / Eberhard Gienger Alemania Occidental 19,875                          |                                                                             |
| Concurso por equipos   | Unión Soviética Yuri Korolev Bogdan Makuts Alexander Dityatin Aleksandr Tkachyov Artur Akopyan Pavel Sut 588,95 | Japón Nobuyuki Kajitani Koji Gushiken Koji Sotomura Kiyoshi Goto Kyoji Yamawaki Toshiro Kanai 585,85 | China Tong Fei Li Ning Li Xiaoping Huang Yubin Peng Yaping Li Yuejiu 583,90 |

### Femenino
| Evento                 | Oro | Plata                                                                      | Bronce |
| ---------------------- | --- | -------------------------------------------------------------------------- | --- |
| Concurso completo ind. | Olga Bicherova Unión Soviética 78,400 pts.                                                                          | Maria Filatova Unión Soviética 78,075 pts.                                 | Elena Davidova Unión Soviética 77,975 pts.                                                                             |
| Suelo                  | Natalia Ilienko Unión Soviética 19,850                                                                              | Elena Davidova Unión Soviética 19,775                                      | Zoja Grancharova Bulgaria 19,675                                                                                       |
| Salto de potro         | Maxi Gnauck República Democrática Alemana 19,675                                                                    | Stella Zakharova Unión Soviética 19,500                                    | Steffi Kräker República Democrática Alemana 19,475                                                                     |
| Barras asimétricas     | Maxi Gnauck República Democrática Alemana 19,900                                                                    | Yanhong Ma China 19,800                                                    | Elena Davidova Unión Soviética / Julianne McNamara Estados Unidos 19,700                                               |
| Barra                  | Maxi Gnauck República Democrática Alemana 19,525                                                                    | Chen Yongyan China 19,275                                                  | Tracee Talavera Estados Unidos / Jiani Wu China 19,250                                                                 |
| Concurso por equipos   | Unión Soviética Elena Davydova Olga Bicherova Maria Filatova Stella Zakharova Elena Polevaya Natalia Ilienko 389,30 | China Ma Yanhong Chen Yongyan Zhu Zheng Wu Jiani Wen Jia Li Cuiling 384,60 | República Democrática Alemana Steffi Kraker Annett Lindner Birgit Senff Kerstin Jacobs Franka Voigt Maxi Gnauck 383,10 |

## Medallero
| Núm. | País           | Oro | Plata | Bronce | Total |
| ---- | -------------- | --- | ----- | ------ | ----- |
| 1    | URSS           | 9   | 6     | 5      | 20    |
| 2    | RDA            | 5   | 0     | 2      | 7     |
| 3    | China          | 2   | 4     | 2      | 8     |
| 4    | Japón          | 1   | 1     | 3      | 5     |
| 5    | RFA            | 0   | 1     | 0      | 1     |
| 6    | Estados Unidos | 0   | 0     | 2      | 2     |
| 7    | Bulgaria       | 0   | 0     | 1      | 1     |
| 7    | Hungría        | 0   | 0     | 1      | 1     |
|      | TOTAL          | 17  | 12    | 16     | 45    |